# Jorge Guerra Squella
Jorge Emigdio Guerra Squella (Santiago, 24 de abril de 1886-Concepción, 15 de agosto de 1945) fue un periodista y funcionario público chileno, director general de la Empresa de los Ferrocarriles del Estado (EFE) entre 1939 y 1945, durante los gobiernos de Pedro Aguirre Cerda y Juan Antonio Ríos.

## Biografía
Nació en Santiago el 24 de abril de 1886, siendo sus padres Jorge Guerra Versin —periodista y director del periódico La Ley— y Ana Rosa Squella. Estudió humanidades en el Liceo Miguel Luis Amunátegui y el Instituto Nacional General José Miguel Carrera, a la vez que inició su carrera como periodista en periódicos como La Ley y Los Lunes. En 1922, durante un viaje en tren entre Talcahuano y Concepción junto a su familia, el convoy en el que se desplazaban sufrió un accidente, quedando Jorge Guerra y su esposa —Alicia Bagolini Cuevas— heridos, mientras que su hijo Jorge falleció.
Ingresó a la Empresa de los Ferrocarriles del Estado en 1903, con 17 años de edad, como auxiliar de las oficinas del Departamento de Transporte, ascendiendo luego a oficial tercero, segundo y primero de las Departamentos de Transportes y Tracción y Maestranza, y posteriormente como dibujante primero en la Sección de Servicios Especiales. En 1917 pasa a ser visitador jefe de la Oficina de Contratos y al año siguiente fue designado inspector de transporte de la Cuarta Zona, con sede en Valdivia, mientras que en 1922 asumió la jefatura de la Tercera Zona, con sede en Concepción, y en 1926 asumió como administrador de la misma zona. En 1927 asumió la jefatura de los Servicios de Transportes de la Tercera y Cuarta Zonas, y en 1936 fue ascendido a la jefatura del Departamento de Transportes.
Fue designado como director general de la Empresa de los Ferrocarriles del Estado por el presidente de la República, Pedro Aguirre Cerda, el 14 de abril de 1939, en reemplazo de Juan Lagarrigue Cádiz. Durante su gestión se realizó la reconstrucción de varias estaciones dañadas por el terremoto de Chillán de 1939, como por ejemplo las de Concepción y Victoria, y entraron en servicio los trenes alemanes denominados «Flecha del Sur» a partir de diciembre de 1940. Durante la época de escasez de importaciones producto de la Segunda Guerra Mundial, en 1943 gestionó con las Fábricas y Maestranzas del Ejército de Chile (Famae) la construcción de 20 ejes para trenes. Fue militante del Partido Radical de Chile (PR), desempeñándose como presidente de la Asamblea Radical de Concepción en distintos periodos.
Falleció producto de un paro cardiaco el 15 de agosto de 1945 en Concepción, ciudad en la que se encontraba realizando una visita inspectiva. Su cuerpo fue trasladado a Santiago en un tren especial que arribó a la Estación Mapocho al mediodía del 16 de agosto, y en dicho lugar se instaló una capilla ardiente para velar sus restos, siendo posteriormente trasladado al Cementerio General, en donde fue sepultado. Ramiro Pinochet Aceituno fue designado director interino de Ferrocarriles del Estado en reemplazo de Jorge Guerra, siendo finalmente nombrado Alejandro Iriarte Millán como director titular el 18 de agosto.
De manera póstuma, una brigada scout ferroviaria de Valparaíso fue bautizada como Jorge Guerra Squella, en honor al exdirector de Ferrocarriles del Estado y que fue impulsor del scoutismo ferroviario. En enero de 1950 fue autorizado el cambio de nombre de la antigua calle «Lo Espejo», que corre paralela a la estación homónima, por el de Jorge Guerra Squella, y dicha vía fue rebautizada oficialmente el 12 de febrero del mismo año en un acto encabezado por el alcalde de La Cisterna, Sergio Ceppi.